# Puycapel
Puycapel est une commune nouvelle française résultant de la fusion — au 1er janvier 2019 — des communes de Calvinet et de Mourjou, située dans le département du Cantal, en région Auvergne-Rhône-Alpes.

## Géographie

### Localisation
Elle fait partie de la Châtaigneraie cantalienne, dans le sud-ouest du département. Elle est également située sur le méridien de Paris.

### Communes limitrophes
Les communes limitrophes sont Saint-Antoine, Leynhac, Saint-Constant-Fournoulès, Saint-Santin, Cassaniouze, Sénezergues, Marcolès et Conques-en-Rouergue.

### Hydrographie
La rivière le Célé, affluent du Lot, lui-même affluent de la Garonne, prend sa source dans la commune.

### Climat
Pour des articles plus généraux, voir Climat d'Auvergne-Rhône-Alpes et Climat du Cantal.
En 2010, le climat de la commune est de type climat océanique altéré, selon une étude du CNRS s'appuyant sur une série de données couvrant la période 1971-2000. En 2020, Météo-France publie une typologie des climats de la France métropolitaine dans laquelle la commune est exposée à un climat de montagne ou de marges de montagne et est dans la région climatique Ouest et nord-ouest du Massif Central, caractérisée par une pluviométrie annuelle de 900 à 1 500 mm, maximale en automne et en hiver.
Pour la période 1971-2000, la température annuelle moyenne est de 10,8 °C, avec une amplitude thermique annuelle de 15,5 °C. Le cumul annuel moyen de précipitations est de 1 226 mm, avec 11,8 jours de précipitations en janvier et 7,4 jours en juillet. Pour la période 1991-2020, la température moyenne annuelle observée sur la station météorologique de Météo-France la plus proche, sur la commune de Sénezergues à 5 km à vol d'oiseau, est de 12,3 °C et le cumul annuel moyen de précipitations est de 1 137,8 mm,. Pour l'avenir, les paramètres climatiques de la commune estimés pour 2050 selon différents scénarios d'émission de gaz à effet de serre sont consultables sur un site dédié publié par Météo-France en novembre 2022.

## Urbanisme

### Typologie
Au 1er janvier 2024, Puycapel est catégorisée commune rurale à habitat très dispersé, selon la nouvelle grille communale de densité à 7 niveaux définie par l'Insee en 2022.
Elle est située hors unité urbaine. Par ailleurs la commune fait partie de l'aire d'attraction d'Aurillac, dont elle est une commune de la couronne,. Cette aire, qui regroupe 85 communes, est catégorisée dans les aires de 50 000 à moins de 200 000 habitants,.

## Toponymie
La commune tire son nom d'une colline, le Puy Capel, située en limite des deux communes déléguées.

## Histoire
Le 12 décembre 2018, un arrêté préfectoral porte création de la commune au 1er janvier 2019. Le chef-lieu est situé à Calvinet.

## Politique et administration

### Découpage territorial
La commune de Puycapel  est membre de la communauté de communes de la Châtaigneraie Cantalienne, un établissement public de coopération intercommunale (EPCI) à fiscalité propre créé le 1er janvier 2017 dont le siège est à Saint-Mamet-la-Salvetat. Ce dernier est par ailleurs membre d'autres groupements intercommunaux.
Sur le plan administratif, elle est rattachée à l'arrondissement d'Aurillac, à la circonscription administrative de l'État du Cantal et à la région Auvergne-Rhône-Alpes.
Sur le plan électoral, elle dépend du canton de Maurs pour l'élection des conseillers départementaux, depuis le redécoupage cantonal de 2014 entré en vigueur en 2015, et de la première circonscription du Cantal  pour les élections législatives, depuis le dernier découpage électoral de 2010.

### Liste des maires
| Période      | Période  | Identité          | Étiquette | Qualité |
| ------------ | -------- | ----------------- | --------- | ------- |
| janvier 2019 | En cours | François Danemans | LREM-PRG  | Avocat  |

### Communes déléguées
| Nom              | Code Insee | Intercommunalité                   | Superficie (km2) | Population (dernière pop. légale) | Densité (hab./km2) |
| ---------------- | ---------- | ---------------------------------- | ---------------- | --------------------------------- | ------------------ |
| Calvinet (siège) | 15027      | CC de la Châtaigneraie Cantalienne | 13,73            | 488 (2016)                        | 36                 |
| Mourjou          | 15136      | CC de la Châtaigneraie Cantalienne | 29,99            | 325 (2016)                        | 11                 |

## Démographie

### Évolution démographique
L'évolution du nombre d'habitants est connue à travers les recensements de la population effectués dans la commune depuis 2016. Pour les communes de moins de 10 000 habitants, une enquête de recensement portant sur toute la population est réalisée tous les cinq ans, les populations de référence des années intermédiaires étant quant à elles estimées par interpolation ou extrapolation. Pour la commune, le premier recensement exhaustif entrant dans le cadre du nouveau dispositif a été réalisé en 2016.

En 2022, la commune comptait 724 habitants, en évolution de −10,95 % par rapport à 2016 (Cantal : −1,08 %, France hors Mayotte : +2,11 %).
| 2016 | 2021 | 2022 |
| ---- | ---- | ---- |
| 813  | 732  | 724  |

### Pyramide des âges
La population de la commune est relativement âgée. En 2018, le taux de personnes d'un âge inférieur à 30 ans s'élève à 23,2 %, soit un taux inférieur à la moyenne départementale (27,0 %). À l'inverse, le taux de personnes d'un âge supérieur à 60 ans (44,6 %) est supérieur au taux départemental (35,5 %).
En 2018, la commune comptait 365 hommes pour 388 femmes, soit un taux de 51,53 % de femmes, supérieur au taux départemental (51,13 %).
Les pyramides des âges de la commune et du département s'établissent comme suit :
| Hommes | Classe d’âge | Femmes |
| ------ | ------------ | ------ |
| 1,4    | 90 ou +      | 2,3    |
| 17,1   | 75-89 ans    | 20,2   |
| 24,8   | 60-74 ans    | 23,3   |
| 22,6   | 45-59 ans    | 16,9   |
| 13,2   | 30-44 ans    | 11,9   |
| 9,6    | 15-29 ans    | 9,6    |
| 11,3   | 0-14 ans     | 15,8   |

| Hommes | Classe d’âge | Femmes |
| ------ | ------------ | ------ |
| 1,2    | 90 ou +      | 3,1    |
| 10,1   | 75-89 ans    | 13,5   |
| 22,9   | 60-74 ans    | 22,6   |
| 21,8   | 45-59 ans    | 20,5   |
| 16,1   | 30-44 ans    | 15,2   |
| 13,8   | 15-29 ans    | 11,9   |
| 14,2   | 0-14 ans     | 13,3   |

## Économie

### Interlab
A Mourjou, l'entreprise Interlab, filiale d'Interscience, spécialisée dans le matériel de laboratoire pour analyses micro-biologiques, est leader dans son domaine. Elle exporte, à partir de cette localité, dans le monde entier. 80 % de son chiffre d'affaires est réalisé hors de France. Elle emploie une trentaine de personnes, ce qui est beaucoup pour une commune rurale de quelques centaines d'habitants. Elle contribue à faire revivre le Cantal  dépeuplé par l'exode rural.

## Culture locale et patrimoine

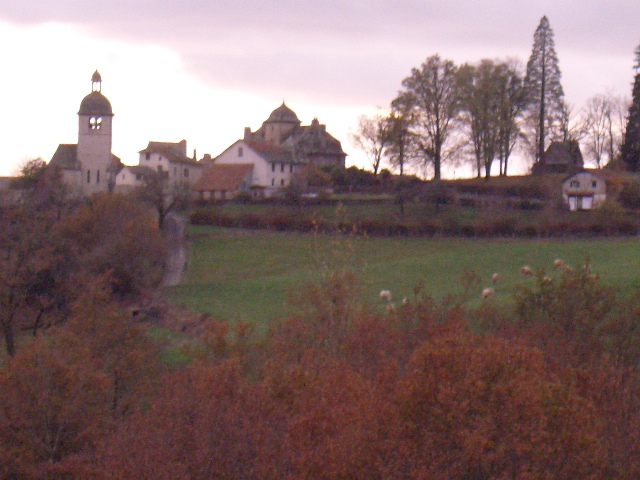
L'église Saint-Médard de Mourjou.

### Lieux et monuments
- Le Château de Lamothe (Calvinet), inscrit au titre des monuments historiques par arrêté du 15 septembre 1993 ;
- L'église Saint-Barthélemy de Calvinet[23] ;
- L'église Saint-Médard de Mourjou ;
- La chapelle du Puy Capel, édifiée en 1880. Jamais ouverte au culte, située sur le plateau du même nom ;
- Le château de Jalenques ;
- Le château de Berbezou ;
- Le château de Sadour ;
- Le cromlech de la Rouquette.
- La Maison de la Châtaigne[24]

### Personnalités liées à la commune
- Jacques Maziol (1918-1990), député de la Haute-Garonne, ministre de la construction (Né à Mourjou).